# NGC 2643
NGC 2643 è un oggetto perduto o una galassia lenticolare situata nella costellazione del Cancro, a una distanza di circa 231 milioni di anni luce dalla nostra Via Lattea.

## Scoperta
L'oggetto è stato scoperto il 30 ottobre 1864 dall'astronomo tedesco Albert Marth.

## Identificazione di NGC 2643
Per John Dreyer, le coordinate di NGC 2643 sono ascensione retta 08h 42m 10,1s e declinazione 19° 31′ 13″, ma non c'è alcun oggetto in questa posizione. Wolfgang Steinicke considera NGC 2643 un oggetto perduto situato alle coordinate ascensione retta 08h 42m 09,0s e declinazione 19° 31′ 20″. Altri autori ritengono che NGC 2643 sia identificabile con PGC 24434.
Nella notte del 30 ottobre 1864, Albert Marth ha osservato due oggetti (NGC 2637 e NGC 2643) entrambi considerati perduti da Steinicke. Se si suppone che la posizione reale dei due oggetti sia spostata 10 minuti a sud della posizione indicata da Marth, allora i due oggetti corrispondono a PGC 24409 e PGC 24434, come indicato da altri autori.